# Angustia (2010)
Angustia ist ein Horror-Kurzfilm des deutschen Regisseurs Sebastian Harrer aus dem Jahr 2010. Er handelt von zwei Fremden, die in einem Zimmer ihren Angstzuständen ausgeliefert sind.

## Handlung
In einer regnerischen Nacht teilen sich in einem einsamen Landgasthof zwei Fremde ein Zimmer: Rucksacktourist Hans und der düstere Tom Parker. Über das Radio erfahren beide, dass die Polizei nach einem schizophrenen Mörder fahndet. Während Parker duscht, sieht Hans heimlich in dessen Tasche und entdeckt blutige Messer. Hans geht davon aus, dass es sich bei Parker um den gesuchten Möder handelt, und hat nur noch ein Ziel vor Augen: Er muss das Zimmer verlassen, ohne dass Parker Verdacht schöpft. Trotz mehrerer Versuche gelingt es ihm nicht, sich der vermeintlich drohenden Gefahr unbemerkt zu entziehen. Parker versucht sogar, sich mit ihm anzufreunden. Als Hans keinen Ausweg mehr sieht, lenkt er das Gespräch auf den Koffer. Parker packt, ohne zu zögern, die Messer aus und Hans ist nun sicher, dass er diese Nacht nicht überleben wird.
Parker stellt sich jedoch als Landtierarzt vor: Er käme von einem Notfall, wäre vom Wetter überrascht worden und hätte ebenso viel Angst wie Hans, sich mit einem vermeintlich Wahnsinnigen das Zimmer zu teilen. Eine Beschreibung der Mordwaffe des gesuchten Täters im Radio überzeugt Hans dennoch, den Killer vor sich zu haben. In Todesangst sticht er Parker nieder. Nun offenbart sich, dass Hans der gesuchte, schizophrene Gewalttäter ist, dessen Angst ihn in eine Ersatzpersönlichkeit flüchten ließ. Das Alter Ego nimmt Parkers Identität an und verschwindet mit dessen Auto in der Nacht.

## Hintergrund und Produktion
Im Mittelpunkt steht die klassische Angst des Menschen vor dem Unbekannten, verkörpert durch Tom Parker. Da sich Hans dieser beengten Situation nicht ohne weiteres entziehen kann, erleidet er alptraumhafte Angstzustände. Das dargestellte Krankheitsbild gibt es wirklich, man bezeichnet es als Dissoziative Identitätsstörung. Laut Sebastian Harrer bestand die Herausforderung darin, die Spannung aus einer aufs Minimale reduzierten Situation heraus auf zu bauen. Zwei Personen, ein Raum, lineare Handlung. Die Spannung entsteht im Kopf des Protagonisten, und somit auch im Kopf der Zuschauer.
Der Film wurde produziert von SLM Filmproduktion und entstand im November 2009 an 5 Drehtagen in Grafengars, nahe Waldkraiburg. Arbeitstitel der Produktion war „Lost inside Angustia“, gedreht wurde auf DVCAM.
Am 30. Juni 2010 feierte Angustia seine Fernsehpremiere auf dem Pay-TV-Sender 13th Street, am 29. November 2010 wurde der Film im Free-TV auf Tele 5 ausgestrahlt. Der Film wurde von 2010 bis 2013 von OUAT Media in Toronto weltweit vertrieben, seit 2013 wird de Film, ebenso wie Harrer’s Cinderella 3.0 von One Cloud Entertainment in Los Angeles vertrieben.
Der Regisseur und die beiden Darsteller kennen sich schon seit dem Studium, beide tauchen regelmäßig in Sebastian Harrers Filmen auf. Julian Manuel in Reingedrückt, No One is an Island und Billig tanken in Tibet, Daniel Bucher in Kurz Entschlossen, Billig tanken in Tibet und Cinderella 3.0.

## Festivals
| Festivals | |
| - 2010: Münchner Filmfest in der langen Nacht der Shocking Shorts - 2010: 21. Internationales Kurzfilmfestival von Sao Paulo, - 2010: 25th Brest European Short Film Festival, - 2010: Kurzfilmfestival “Fenêtres sur courts”, Dijon - 2010: Bram Stoker Horror Film Festival, Whitby - 2010: Open Eyes Filmfest, Marburg - 2010: Kenya International Film Festival, Nairobi - 2010: Festival der Nationen, Ebensee - 2010: Filmfestival Oberschöne Weide, Berlin - 2011: Filmfestival Max Ophüls Preis, Saarbrücken - 2011: Kontrast Filmfest, Bayreuth | - 2011 Festival de Puteaux, Paris - 2011: Green Bow Film Fest, Wisconsin - 2011: Finde den Fisch Festival, Burghausen, Braunau, Trostberg, Töging - 2011: Festival de Cinema Europeenne, Lille - 2011: Motor City Nightmares Festival, Detroit - 2011: Grenzlandfilmtage, Selb - 2011: Neisse Festival, Zittau - 2011: Crank & Cookie Filmfest, Passau - 2011: Thriller Chiller, Grand Rapids Michigan - 2011: Terror Film Fest, Philadelphia - 2011: Novara Film Festival, Italien - 2012:Directors Lounge, Berlin, Germany - 2012: Transylvania Horror Fest, Biertan, Romania - 2012: Charlotte Horror Fest, Charlotte, NC, USA - 2012: New Orleans Horror Film Festival, LOU, USA - 2012: Shortcutz, Berlin, Germany - 2012: Fencao IX, Lambayeque, Peru - 2013: Indie Spirit Festival, Colorado Springs, USA - 2014: Horror by the Sea, Southend by the Sea, UK |

## Kritik
“This was certainly one of the Top 7 of those who attended. A film well in relation to conventional structure narrative, script and editing, and still manages to be surprising. A Hitchcockian thriller full of references (hitchcock-style) with an excellent and well used argument.”

„Der Film ist sicher einer der besten 7 unter den teilnehmenden. Ein Film, der trotz seiner Konventionalität in Erzählstruktur, Drehbuch und Schnitt zu überraschen weiß. Ein Hitchcock-Thriller voller Referenzen mit einer exzellenten und wohl überlegten Beweisführung.“

„Der Beginn der Geschichte ist wirklich lustig […] die düstere Atmosphäre und die Paranoia, das einer den anderen verdächtigt, ein Mörder zu sein [überzeugen]. Am Ende findet man heraus, dass nicht derjenige der Mörder ist, von dem man es geglaubt hat. Obwohl man es schon vorher spürt […] Einer meiner Favoriten fürs Finale!“